# Aphrophantis velifera
Aphrophantis velifera là một loài bướm đêm trong họ Crambidae.